# Geneviève Hidden
Pour les articles homonymes, voir Hidden (homonymie).
Geneviève Hidden, née le 30 août 1926 à Nantes et morte le 27 juin 2016 à Neuilly-sur-Seine, est une chirurgienne française spécialisée en lymphologie. Elle est l'une des premières à démontrer la sécurité de la transplantation de ganglions lymphatiques. Elle est membre fondatrice de la Société européenne de lymphologie.

## Formation
Hidden s'intéresse à l'anatomie et à la recherche sur les cadavres. Elle obtient son diplôme de médecine en 1958 .

## Carrière
Hidden se spécialise en chirurgie et est nommée chef de la chirurgie clinique en 1959. En 1969, elle devient professeur d'anatomie et enseigne pendant trente ans. Elle est finalement nommée chef de service de chirurgie générale au Centre hospitalier intercommunal de Poissy-Saint-Germain-en-Laye où elle se concentre sur l'oncologie et le système lymphatique,,. Elle est la première à démontrer que la greffe de ganglions lymphatiques pouvait être une procédure sûre. 
En 1979, Hidden s'associe à d'autres chercheurs en lymphologie pour créer la Société européenne de lymphologie. Elle en est présidente en 1983 et aide à organiser plusieurs conférences scientifiques critiques. 

## Publications (sélection)
- (en) Corinne Becker, Jalal Assouad, Marc Riquet et Geneviève Hidden, « Postmastectomy lymphedema: long-term results following microsurgical lymph node transplantation », Annals of Surgery, Lippincott Williams & Wilkins (d), vol. 243, no 3,‎ 1er mars 2006, p. 313-315 (ISSN 0003-4932 et 1528-1140, PMID 16495693, PMCID 1448940, DOI 10.1097/01.SLA.0000201258.10304.16).
- (en) Marc Riquet, Françoise Le Pimpec Barthes, Redha Souilamas et Geneviève Hidden, « Thoracic duct tributaries from intrathoracic organs », The Annals of Thoracic Surgery, Elsevier, vol. 73, no 3,‎ 1er mars 2002, p. 892-8; discussion 898-9 (ISSN 0003-4975 et 1552-6259, OCLC 1481414, PMID 11899197, DOI 10.1016/S0003-4975(01)03361-6).
- (en) Riquet M, Hidden G et Debesse B, « Direct lymphatic drainage of lung segments to the mediastinal nodes. An anatomic study on 260 adults », The Journal of Thoracic and Cardiovascular Surgery, Elsevier, vol. 97, no 4,‎ 1er avril 1989, p. 623-632 (ISSN 0022-5223, 1097-685X et 1085-8687, PMID 2927166).